# Saison 8 de Chicago Fire
Chronologie
Saison 7 Saison 9
Cet article présente les épisodes de la huitième saison de la série télévisée américaine Chicago Fire.

## Généralités
- Aux États-Unis, la saison est diffusée du 25 septembre 2019 au 15 avril 2020 sur NBC.
- Au Canada, elle est diffusée en simultané sur le réseau Citytv[1].
- En France, elle est diffusée depuis le 6 avril 2020 sur 13e rue.

## Distribution

### Acteurs principaux
- Jesse Spencer (VF : Guillaume Lebon) : Capitaine Matthew Casey
- Taylor Kinney (VF : Thomas Roditi) : Lieutenant Kelly Severide
- Kara Killmer (VF : Victoria Grosbois) : Sylvie Brett
- Eamonn Walker (VF : Thierry Desroses) : Chef de bataillon Wallace Boden
- David Eigenberg (VF : Franck Capillery) : Lieutenant Christopher Herrmann
- Yuri Sardarov (VF : Olivier Augrond) : Brian « Otis » Zvonecek (épisode 1)
- Joe Minoso (VF : Loic Houdré) : Joe Cruz
- Christian Stolte (VF : Paul Borne) : Randy « Mouch » McHolland
- Miranda Rae Mayo (VF : Charlotte Corréa) : Stella Kidd
- Annie Ilonzeh (VF : Véronique Picciotto): Emily Foster
- Alberto Rosende (VF : Hugo Brunswick) : Blake Gallo[2],[3]

### Acteurs récurrents
- Robyn Coffin (VF : Nathalie Gazdik) : Cindy Herrmann, la femme de Christopher Herrmann.
- Randy Flagler : Harold Capp
- Anthony Ferraris : Tony Ferraris
- Daniel Kyri : Darren Ritter
- Teddy Sears : Kyle Sheffield
- Eloise Mumford : Hope Jacquinot
- Andy Allo : Lt. Wendy Seager[4] (dès l'épisode 7)
- Monica Raymund (VF : Anne Dolan) : Gabriela Dawson Casey[5] (épisode 9)
- Gary Cole (VF : Patrick Poivey) : Chef Carl Grisson (épisode 7)

### Acteurs d'incursion
- De Chicago Police Department
- LaRoyce Hawkins (VF : Daniel Lobé) : Lieutenant Kevin Atwater (épisode 4)
- Amy Morton (VF : Françoise Vallon) : Sergent Trudy Platt (épisode 4)
- Brian Geraghty (VF : Alexandre Gillet) : Officier Sean Roman[6] (épisode 15)

## Liste des épisodes

### Épisode 1:Un lieu sacré
- États-Unis /  Canada : 25 septembre 2019 sur NBC / Citytv
- France : 6 avril 2020 sur 13e rue
- Suisse : 12 avril 2020 sur RTS 1
- Belgique : 29 mai 2020 sur RTL-TVI

Les pompiers de la caserne 51 et les victimes réussissent à échapper à l'explosion d'un compteur de l'usine de matelas en feu. Malheureusement, Sylvie Brett a le bras gauche cassé lors de l'effondrement du toit et Otis est brûlé sur le corps et est condamné à mourir. À l'hôpital, Joey Cruz reste à son chevet et son meilleur ami prononce des dernières paroles en russe avant d'être emporté par la mort. 3 mois plus tard après ce tragique événement, l'ambulancière est guérie de sa blessure, mais vit désormais à Fowllerton avec Kyle Sheffield, l'aumônier. De leurs côtés, le pompier du Secours 3 n'arrive pas à faire le deuil d'Otis et Matt Casey, le lieutenant de l'échelle 81, n'a encore trouvé personne pour le remplacer. Dans l'attente du retour de Sylvie dans l'ambulance 61, la caserne accueille Chad Collins. Darren Ritter rejoint temporairement l'équipe de Matt en attendant que ce dernier trouve un remplaçant à Otis. Sylvie propose sa candidature pour travailler à la caserne des pompiers de Fowllerton, est recrutée et retrouve une vieille connaissance: Hope Jacquinot, son ancienne amie. 

### Épisode 2:Le Casse-cou
- États-Unis /  Canada : 2 octobre 2019 sur NBC / Citytv
- France : 6 avril 2020 sur 13e rue
- Suisse : 20 avril 2020 sur RTS 1
- Belgique : 29 mai 2020 sur RTL-TVI

### Épisode 3:La Zone
- États-Unis /  Canada : 9 octobre 2019 sur NBC / Citytv
- France : 13 avril 2020 sur 13e rue
- Suisse : 26 avril 2020 sur RTS 1
- Belgique : 5 juin 2020 sur RTL-TVI

### Épisode 4:Infection
- États-Unis / Canada : 16 octobre 2019 sur NBC / Citytv
- France : 13 avril 2020 sur 13e rue
- Suisse : 3 mai 2020 sur RTS 1
- Belgique : 5 juin 2020 sur RTL-TVI

Alors que les pompiers de la caserne 51, les policiers de l'unité des renseignements et les infirmiers du Chicago Med se préparent à regarder un match de football américain, Stuart Anderson, un jeune homme, fait son apparition, tombe dans les pommes et convulse avec une surprenante blessure à la jambe gauche. Transporté à l'hôpital et après analyse, il s'avère qu'il ait été victime de la fasciite nécrosante, autrement dit la bactérie mangeuse de chair, une infection qui ne touche que 4 personnes sur un million. L'ambulance 61 est appelée pour des personnes à terre, mais il s'agit d'un couple mort de la même bactérie depuis des semaines. Mouch et Sylvie Brett sont inquiets au sujet de Joey Cruz, car le pompier du Secours 3 se comporte bizarrement avec Chloé depuis une semaine. Ce dernier finit par avouer qu'il va demander sa compagne en mariage. Plus tard dans une station service, Kim Burgess découvre une mère et son bébé affectés par le même virus dans une voiture, mais sont vivants. Cependant, cela ne dure pas, car une fois arrivés au Med, ils décèdent en même temps. L'équipe des pompiers est envoyée pour intervenir sur un incendie à l'Université Centrale de Chicago. Le Secours 3 se charge du sous-sol et l'échelle 81 du second étage.

### Épisode 5:Attachez vos ceintures
- États-Unis / Canada : 23 octobre 2019 sur NBC / Citytv
- France : 20 avril 2020 sur 13e rue
- Suisse : 10 mai 2020 sur RTS 1
- Belgique : 12 juin 2020 sur RTL-TVI

### Épisode 6:Entre femmes
- États-Unis / Canada : 30 octobre 2019 sur NBC / Citytv
- France : 20 avril 2020 sur 13e rue
- Suisse : 17 mai 2020 sur RTS 1
- Belgique : 12 juin 2020 sur RTL-TVI

### Épisode 7:Bienvenue chez les fous
- États-Unis / Canada : 6 novembre 2019 sur NBC / Citytv
- France : 27 avril 2020 sur 13e rue
- Suisse : 24 mai 2020 sur RTS 1
- Belgique : 19 juin 2020 sur RTL-TVI

Burgess / Grissom / le gars des services sociaux

### Épisode 8:Voir, c'est croire
- États-Unis / Canada : 13 novembre 2019 sur NBC / Citytv
- France : 27 avril 2020 sur 13e rue
- Suisse : 31 mai 2020 sur RTS 1
- Belgique : 19 juin 2020 sur RTL-TVI

### Épisode 9:Le Pouvoir de l'amitié
- États-Unis / Canada : 20 novembre 2019 sur NBC / Citytv
- France : 4 mai 2020 sur 13e rue
- Suisse : 7 juin 2020 sur RTS 1
- Belgique : 6 novembre 2020 sur RTL-TVI

Monica Raymund: Gabriela Dawson
Yuri Sardarov: Otis

### Épisode 10:Rester sur ses positions
- États-Unis / Canada : 8 janvier 2020 sur NBC / Citytv
- France : 4 mai 2020 sur 13e rue
- Suisse : 14 juin 2020 sur RTS 1
- Belgique : 6 novembre 2020 sur RTL-TVI

### Épisode 11:Mésentente cordiale
- États-Unis / Canada : 15 janvier 2020 sur NBC / Citytv
- France : 11 mai 2020 sur 13e rue
- Suisse : 21 juin 2020 sur RTS 1
- Belgique : 13 novembre 2020 sur RTL-TVI

La caserne intervient sur un accident de voiture, mais le conducteur décède. La caserne 20 intervient mais ce n’est pas du goût de Casey. Les pompiers découvrent des punaises de lit dans la caserne, et alors que celle-ci doit fermer 48h pour décontamination, ils se retrouvent temporairement à la caserne 20.
Le chef Boden en réunion croise un pompier qu’il a formé, celui-ci est atteint d’un cancer.

### Épisode 12:Les Fausses alertes
- États-Unis / Canada : 22 janvier 2020 sur NBC / Citytv
- France : 11 mai 2020 sur 13e rue
- Suisse : 28 juin 2020 sur RTS 1
- Belgique : 13 novembre 2020 sur RTL-TVI

L’alarme incendie retentit dans une école, mais c’est une fausse alerte. La caserne intervient dans une maison un homme est bloqué par une étagère avec de l’essence qui lui est tombée dessus. À cause du temps qu'ils ont mis à arriver à cause de la fausse alerte, le patient est entre la vie et la mort. Les pompiers veulent faire comprendre aux lycéens que les fausses alertes peuvent tuer d’autres personnes.

### Épisode 13:Bienvenue à Chicago
- États-Unis / Canada : 5 février 2020 sur NBC / Citytv
- Suisse : 5 juillet 2020 sur RTS 1
- France : 31 août 2020 sur 13e rue
- Belgique : 20 novembre 2020 sur RTL-TVI

### Épisode 14:Coup de pression
- États-Unis / Canada : 12 février 2020 sur NBC / Citytv
- Suisse : 12 juillet 2020 sur RTS 1
- France : 31 août 2020 sur 13e rue
- Belgique : 20 novembre 2020 sur RTL-TVI

### Épisode 15:Cavalier seul
- États-Unis / Canada : 26 février 2020 sur NBC / Citytv
- Suisse : 19 juillet 2020 sur RTS 1
- Belgique : 27 novembre 2020 sur RTL-TVI

L’ambulance 51 reçoit un appel, 3 jeunes filles ont fait une overdose. La police intervient.

### Épisode 16:Décès par noyade intentionnelle
- États-Unis / Canada : 4 mars 2020 sur NBC / Citytv
- Suisse : 26 juillet 2020 sur RTS 1
- Belgique : 4 décembre 2020 sur RTL-TVI

### Épisode 17:Protéger un enfant
- États-Unis / Canada : 18 mars 2020 sur NBC / Citytv
- Suisse : 2 août 2020 sur RTS 1
- Belgique : 4 décembre 2020 sur RTL-TVI

### Épisode 18:Une image du passé
- États-Unis / Canada : 25 mars 2020 sur NBC / Citytv
- Suisse : 9 août 2020 sur RTS 1
- Belgique : 11 décembre 2020 sur RTL-TVI

### Épisode 19:Des valeurs communes
- États-Unis / Canada : 8 avril 2020 sur NBC / Citytv
- Suisse : 16 août 2020 sur RTS 1
- Belgique : 11 décembre 2020 sur RTL-TVI

La caserne est appelée pour une intervention mais des manifestants les en empêche. 
Après la mort de Julie, Scott demande à Brett de s’occuper du bébé car il ne s'en sent pas capable.

### Épisode 20:La Souffrance de nos proches
- États-Unis / Canada : 15 avril 2020 sur NBC / Citytv
- Suisse : 23 août 2020 sur RTS 1
- Belgique : 11 décembre 2020 sur RTL-TVI